# Salvia occidentalis
Salvia occidentalis är en kransblommig växtart som beskrevs av Olof Swartz. Salvia occidentalis ingår i släktet salvior, och familjen kransblommiga växter. Inga underarter finns listade i Catalogue of Life.

## Bildgalleri

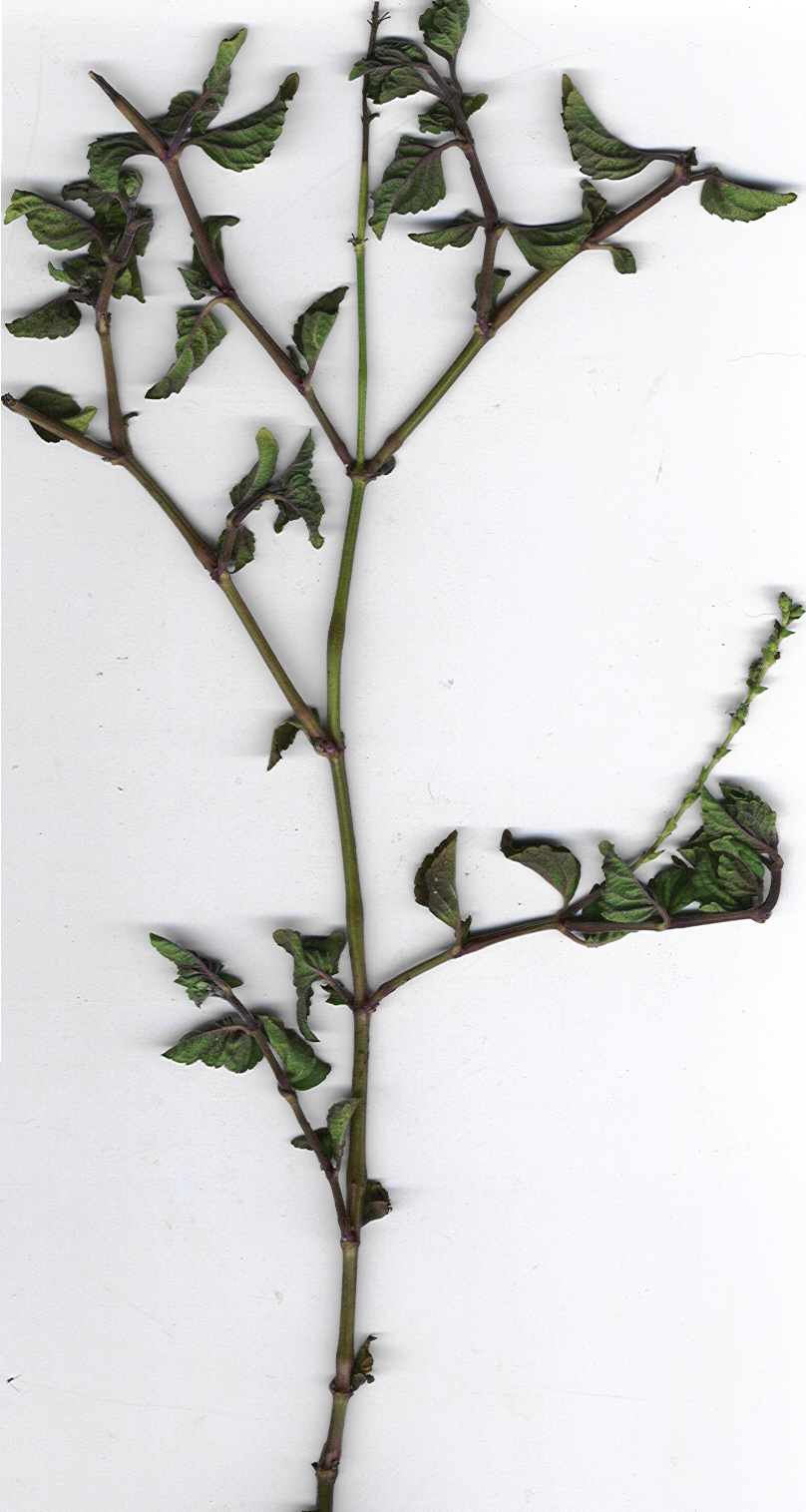